# Ryssby kyrka, Kalmar län
Ryssby kyrka är en kyrkobyggnad i Rockneby och tillhör Växjö stift. Den har liksom dess medeltida föregångare varit sockenkyrka i Ryssby socken, därefter församlingskyrka i Ryssby församling. 

## Kyrkobyggnaden
Den nuvarande kyrkan ersatte 1750 en på 1100-talet uppförd medeltidskyrka. Tornet tillbyggdes 1837. Den medeltida kyrkan som är känd genom avbildningar från 1700-talet var en hög, rektangulär byggnad med en ovanvåning ovanför kyrkorummet och den hade ett kor med absid. Detta tillsammans med omnämnandet av en "liten cell" som kan indikera ett västtorn i ett äldre skede, anses tyda på att kyrkan redan från början varit en "normalkyrka" med västtorn. Flera förhållanden, bland annat förekomsten av en runsten (se nedan), tyder på att kyrkan uppfördes i anslutning till en storgård med rötter i tidig medeltid eller möjligen vikingatid. 

### Branden 2001
År 2001 några dagar före påsk totalförstördes Ryssby kyrka i en omfattande brand. Flera äldre inventarier totalförstördes i branden, bland annat en Ecce homo-tavla från 1400-talet, en Mariaskulptur från cirka 1750 och en altaruppsats från 1600-talet. Kyrkan som var byggd 1749–1750 på samma plats som sin medeltida föregångare, hade takmålningar av Einar Forseth och en altartavla målad 1962 av Ivar Morsing.

### Kyrkans återuppbyggnad
Då kyrkan åter byggdes upp skedde få förändringar utvändigt, men invändigt utökades bland annat kyrkläktaren för att skapa ett mindre och mer flexibelt kyrkorum och i stället få plats för sakristia och andra sidoutrymmen i väster. Den tidigare sakristian blev ett kombinerat sidokapell och utrymme för söndagsskola och andra aktiviteter för barn under gudstjänsttid. Altaret placerades för firande av mässan versus populum. Arkitekten bakom kyrkorummets nya utformning var Jerk Alton. För möblering och färgsättning anlitades arkitekt Margit Westerlund. Altartavlan målades av Monica Strandberg. Kyrkan nyinvigdes påsken 2005.

## Inventarier
- Madonnaskulptur av träsnidaren Eva Spångberg
- Jesusansikte av Bertil Vallien
- Votivskepp av Bertil Vallien
- Altartavla skapad 2006 av Monica Strandberg

### Runsten
Vid provgrävningar inuti den nedbrunna kyrkan återupptäcktes den runsten från 1000-talets senare hälft som murades in i kyrkans östra vägg 1750. Runstenen, som är i kalmarsundssandsten, är skadad efter en tidigare brand, men relativt välbevarad. Inskriften hugfäster ett brobygge som en viss Illugi företog till minne av sin duglige fader eller möjligen broder. Vid restaureringen lämnades runstenen på sin plats i kyrkoväggen, men synliggjordes för besökare genom en nedsänkning av kyrkans golv.

## Orgel

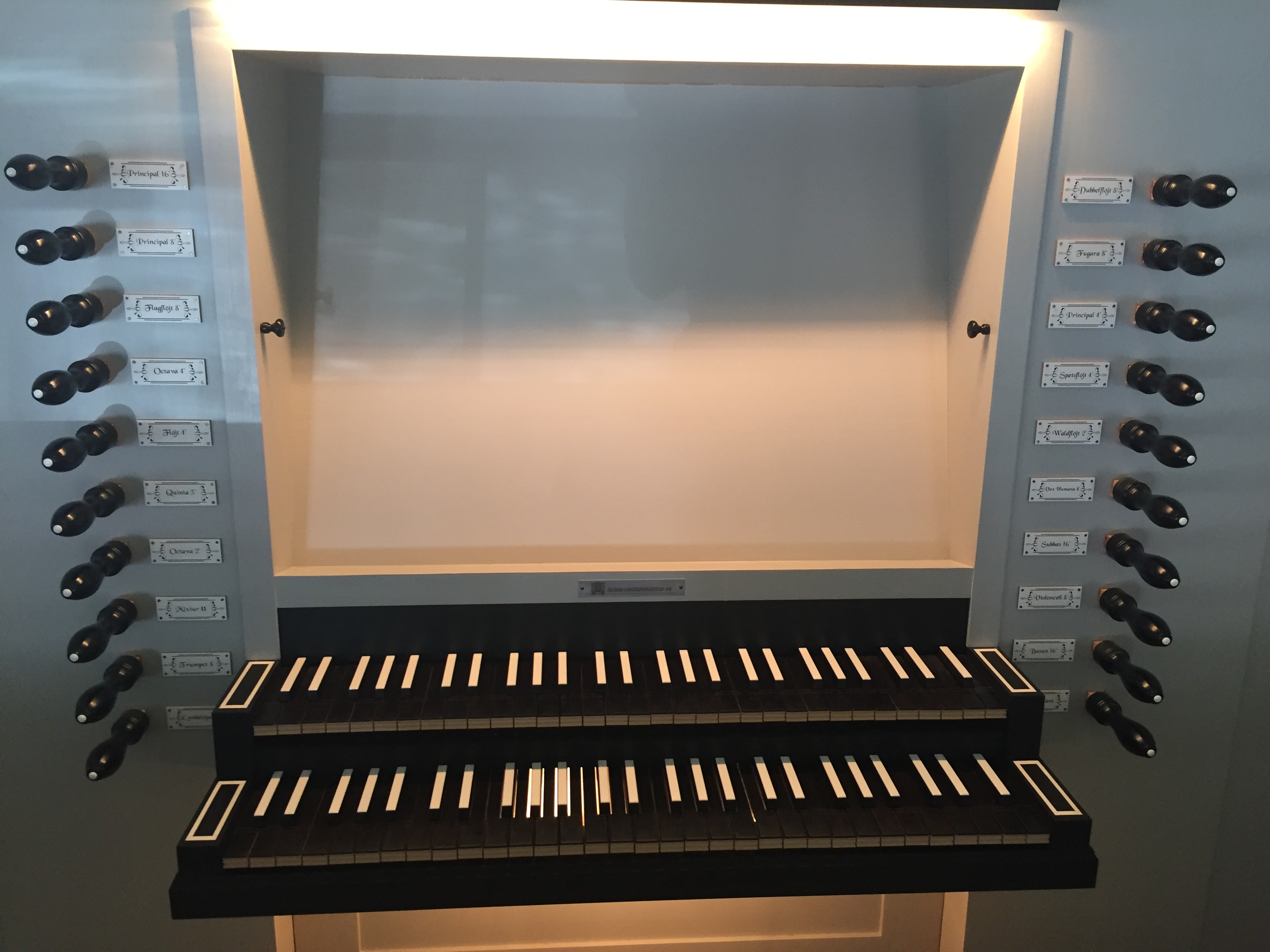
Läktarorgelns spelbord. (Ålems orgelverkstad, 2010)

- 1751/1754 byggde Lars Wahlberg i Vimmerby en orgel med 11 stämmor.

| Manual         |
| Kvintadena 8'  |
| Gedackt 8'     |
| Principal 4'   |
| Flöjt 4'       |
| Kvinta 3'      |
| Oktava 2'      |
| Rauschkvint II |
| Mixtur IV      |
| Trumpet 8'     |
| Trumpet 4'     |
| Vox humana     |

- 1905 byggde E. A. Setterquist & Son i Örebro en orgel med 12 stämmor.
- 1950 byggde Nordfors & Co, Lidköping, en ny orgel med 21 stämmor.
- 1975: Orgel byggdes av Olof Hammarberg, Göteborg.[2] Den var mekanisk och hade fasaden från 1905 års orgel.

| Huvudverk I    | Svällverk II    | Pedal           | Koppel |
| Principal 8'   | Gedackt 8'      | Subbas 16'      | II/I   |
| Rörflöjt 8'    | Salicional 8'   | Borduna 8'      | I/P    |
| Oktava 4'      | Traversflöjt 4' | Oktava 4’       | II/P   |
| Koppelflöjt 4' | Waldflöjt 2'    | Rauschkvint III |        |
| Oktava 2'      | Kornett IV      | Fagott 16'      |        |
| Mixtur IV      | Scharf III      |                 |        |
| Trumpet 8'     | Tremulant       |                 |        |

- 2010: Efter återuppbyggnaden av kyrkan byggde Ålems Orgelverkstad en ny helmekanisk orgel med 18 stämmor fördelade på 2 manualer och pedal.

| Manual I             | Manual II      | Pedal         | Koppel        |
| Principal 16' fr. cº | Dubbelflöjt 8' | Subbas 16'    | I/P           |
| Principal 8'         | Fugara 8'      | Violoncell 8' | II/P          |
| Flagflöjt 8'         | Principal 4'   | Basun 16'     | II/I          |
| Octava 4'            | Spetsflöjt 4'  |               |               |
| Flöjt 4'             | Waldflöjt 2    |               |               |
| Quinta 3'            | Vox Humana 8'  |               |               |
| Octava 2'            | Tremulant      |               |               |
| Mixtur II            |                |               |               |
| Trumpet 8'           |                |               | Cymbelstjärna |

## Galleri

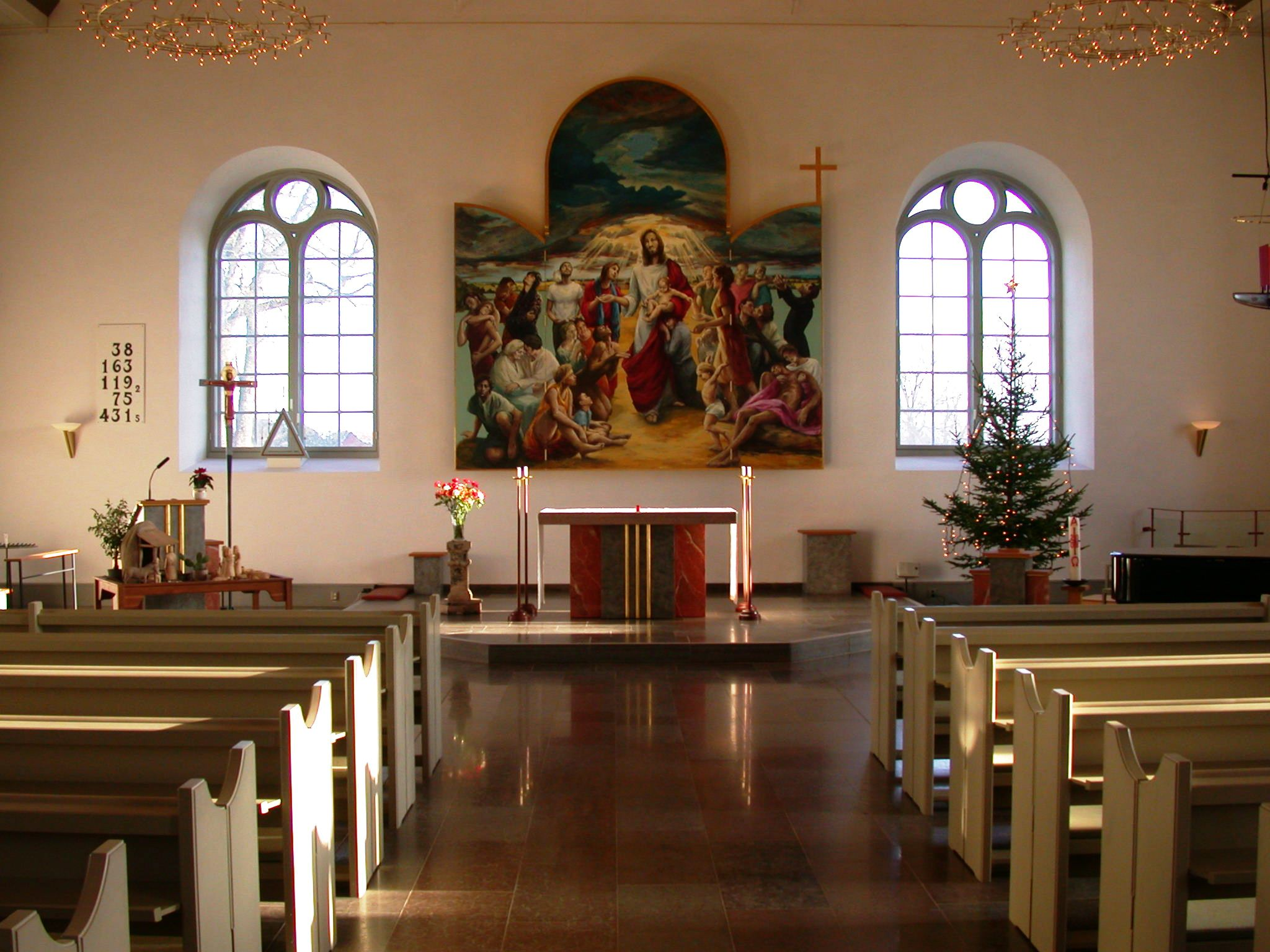
Långskeppet mot öster
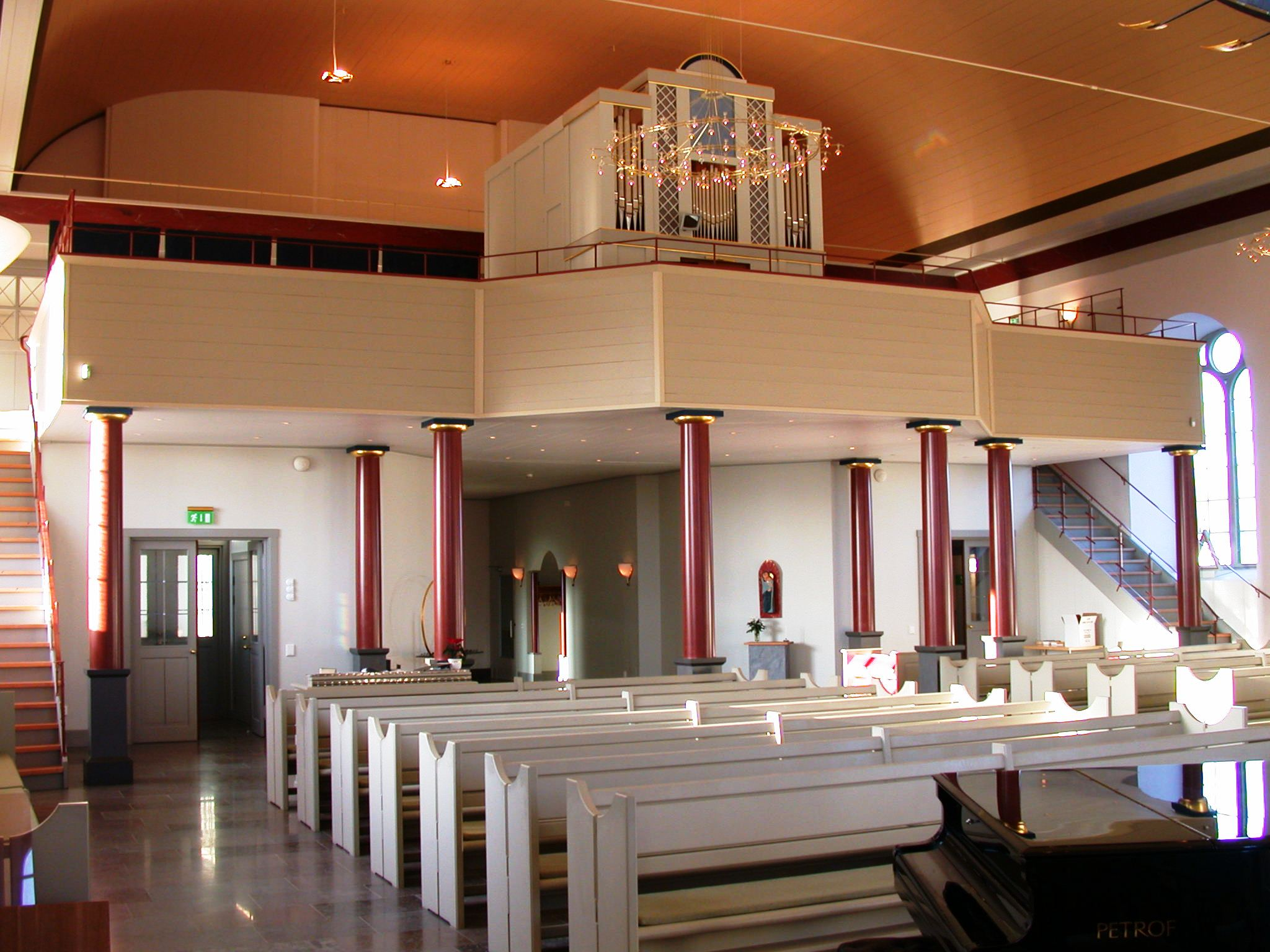
Kyrkorummet mot väster.
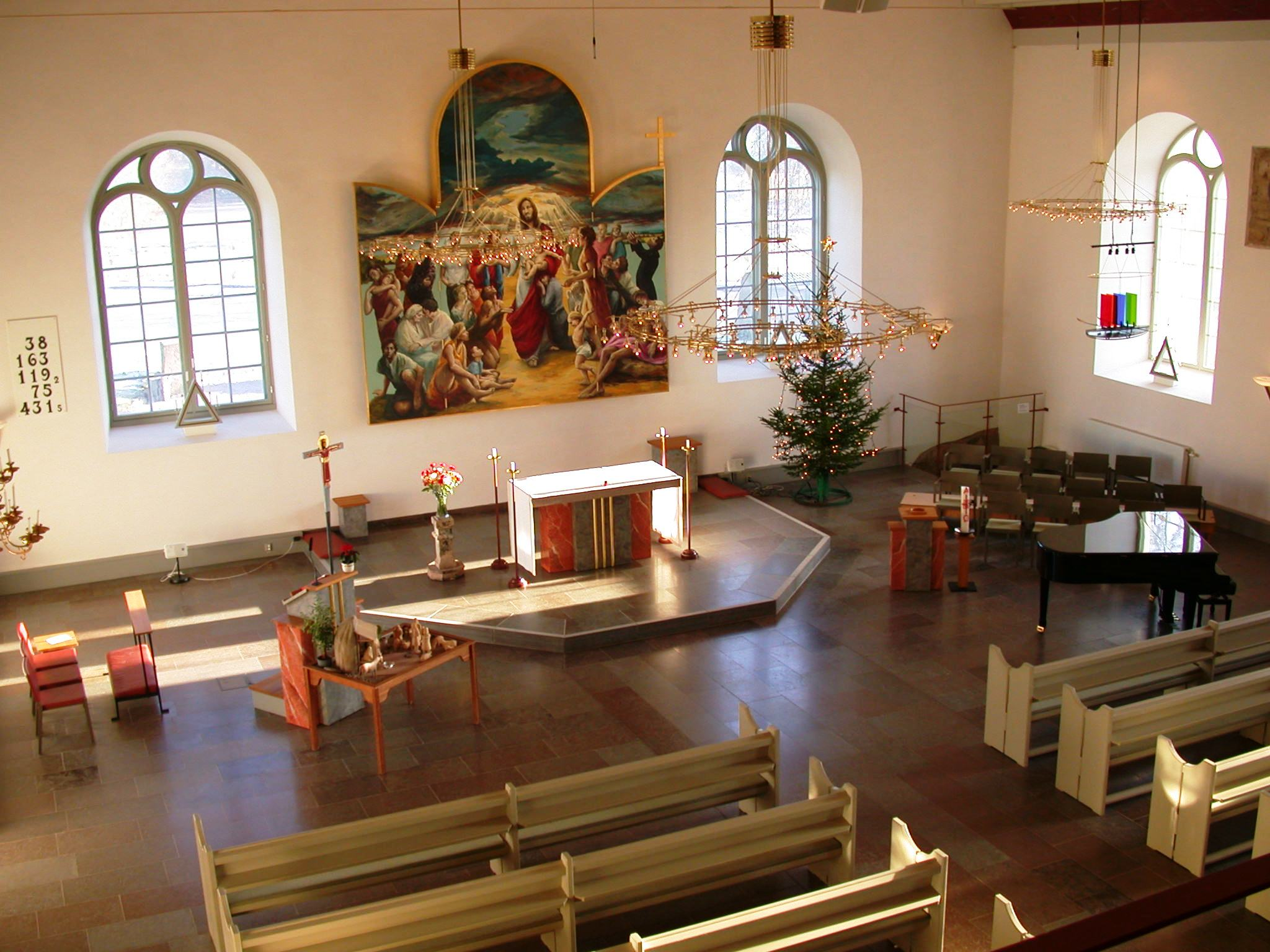
Vy från orgelläktaren
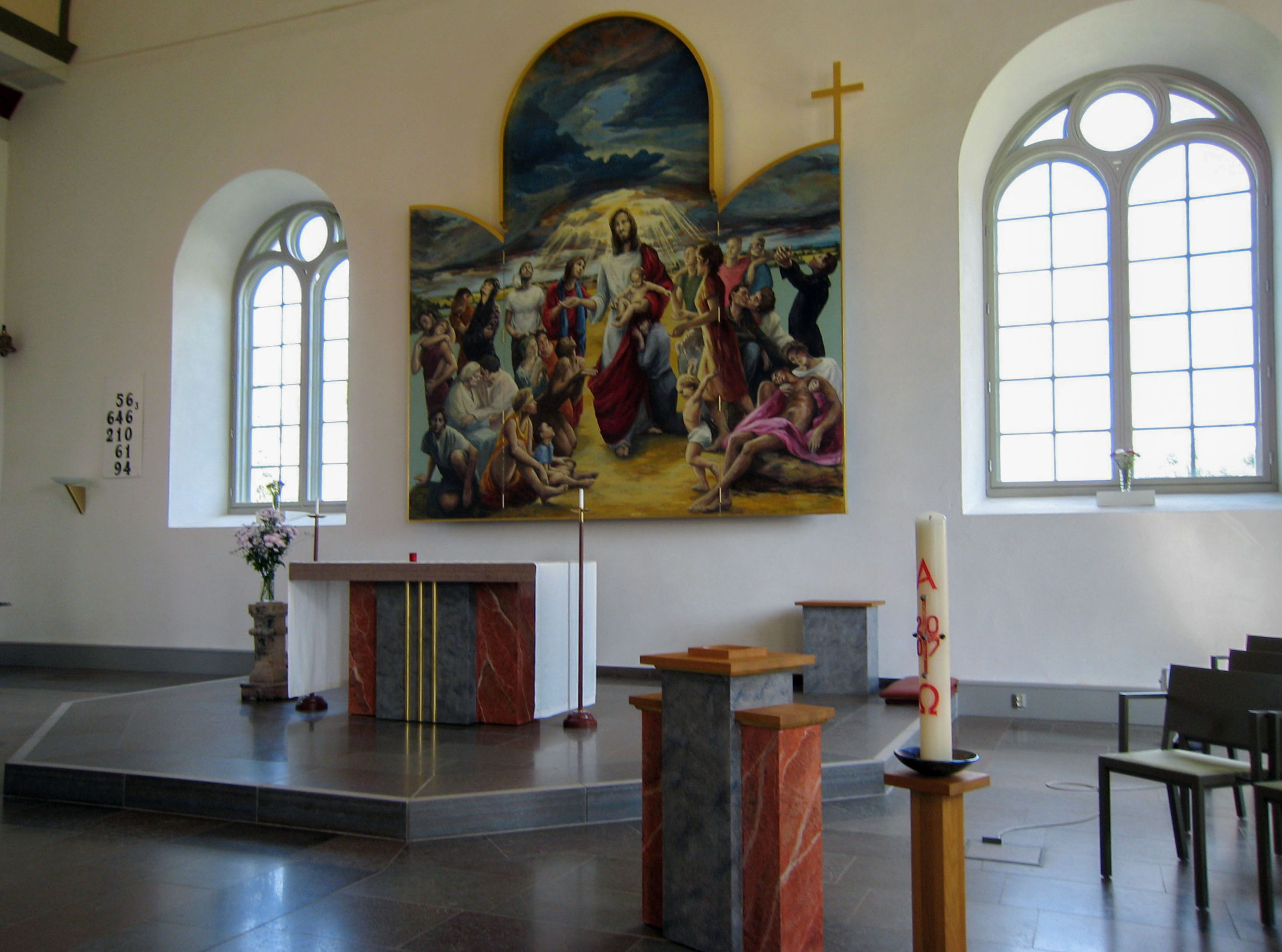
Koret
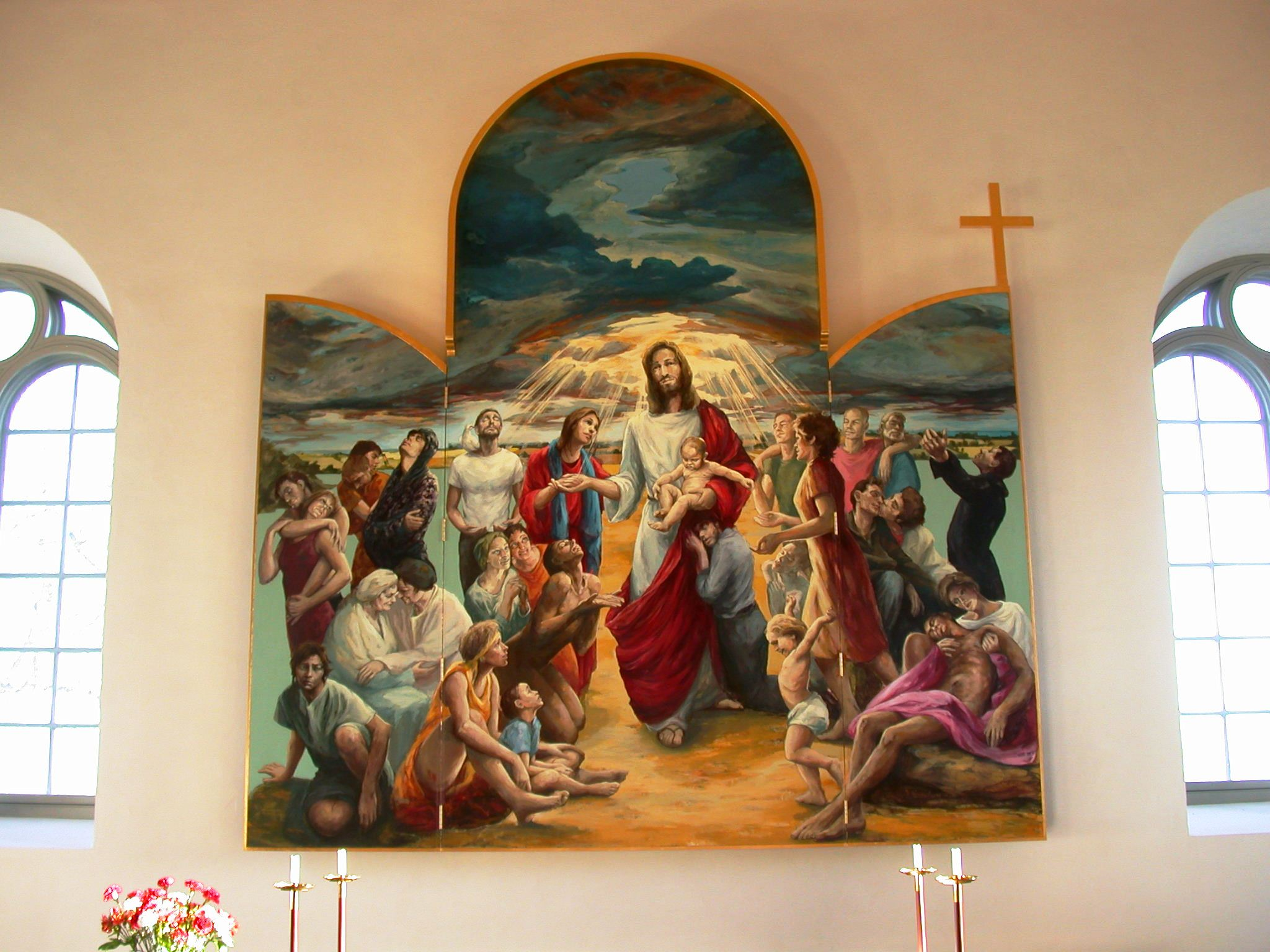
Altartavla, Monica Strandberg
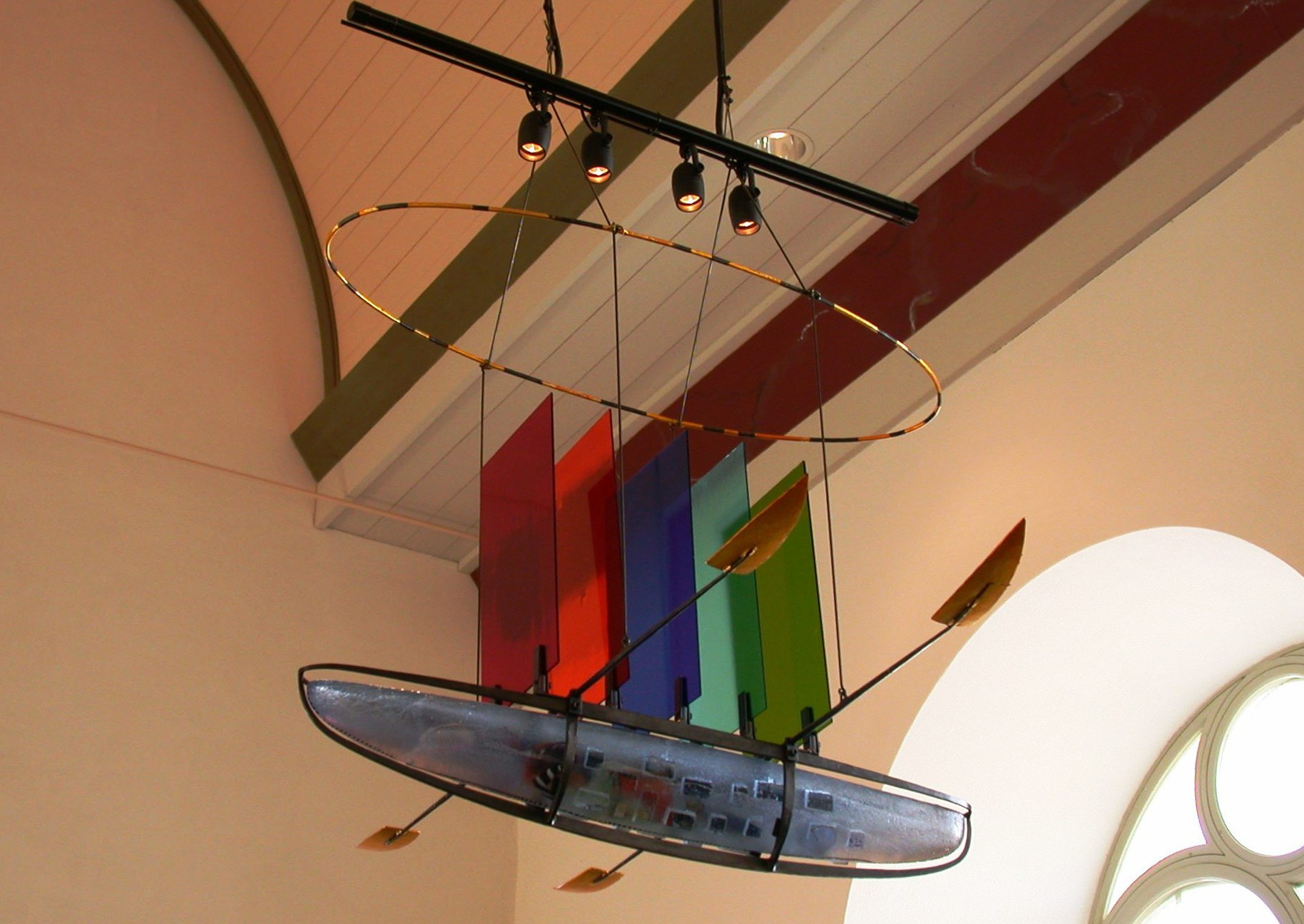
Votivskepp, Bertil Vallien
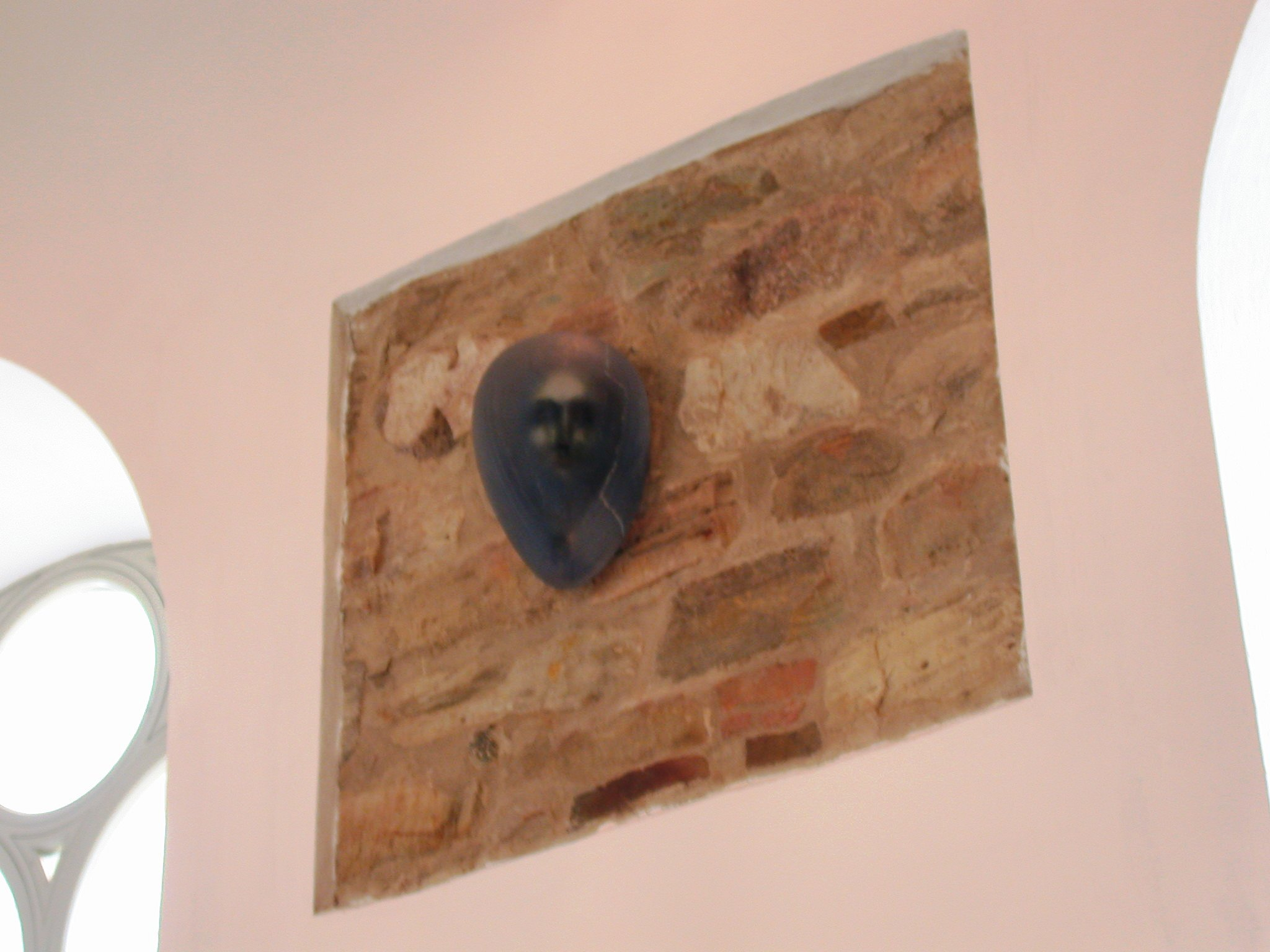
Kristusansikte i glas, Bertil Vallien